# William Whitaker
Pour les articles homonymes, voir Whitaker.
William Whitaker, né en 1548 à Holme Hall, près de Burnley (Lancashire), et mort le 4 décembre 1595, est un théologien protestant anglais, auteur des articles de Lambeth, texte d'inspiration calviniste qui est l'un des fondements de l'anglicanisme.
Master de St John's College, William Whitaker est l'une des figures marquantes de l'université de Cambridge, où il est Regius Professor of Divinity (en) à partir de 1580. Il compte Franciscus Gomarus parmi ses élèves. Il est célèbre notamment pour ses polémiques avec le théologien catholique Robert Bellarmin. Celui-ci, cependant, le tient en haute estime, tout comme Joseph Scaliger et Isaac Casaubon.
Whitaker est le père de huit enfants, dont Alexander Whitaker, l'« apôtre de la Virginie », qui a converti Pocahontas. Il est également l'oncle du théologien William Gouge.

## Publications
- Liber Precum Publicarum Ecclesiae Anglicanæ . . . Latine Græceque æditus, Londres, 1569.
- Greek verses appended to Carr's 'Demosthenes,' 1571.
- Κατηχισμός, ... τἢτε 'Ελλήνων καὶ τἢ 'Ρωμαίων διαλέκτῳ ὲκδοθεἷσα, Londres, 1573, 1574, 1578, 1673 (the Greek version is by Whitaker, the Latin by Alexander Nowell).
- Ioannis Iuelli Sarisbur ... adversus Thomam Hardingum volumen alterum ex Anglico sermone conversum in Latinum a Gulielmo Whitakero, Londres, 1578.
- Ad decem rationes Edmundi Campiani ... Christiana responsio, Londres, 1581; a translation of this by Richard Stock was printed in London in 1606.*
- Thesis proposita ... in Academia Cantabrigiensi die Comitiorum anno Domini 1582; cujus summa hæc,Pontifex Romanus est ille Antichristus, Londres, 1582.*
- Responsionis ... defensio contra confutationem Ioannis Duraei Scoti, presbyteri Iesuitse, Londres, 1583.* *Nicolai Sanderi quadraginta demonstrationes, Quod Papa non-est Antichristus ille insignis ... et earundem demonstrationum solida refutatio, Londres, 1583.*
- Fragmenta veterum haereseon ad constituendam Ecclesiæ Pontificiae ἀποστασίαν collecta, Londres, 1583.* *An aunswere to a certaine Booke, written by M. William Rainoldes ... entituled A Refutation, Londres, 1585; Cambridge, 1590.*
- Disputatio de Sacra Scriptura contra hujus temporis papistas, inprimis Robertum Bellarminum ... et Thomam Stapletonum ... sex quæstionibus proposita et tractata, Cambridge, 1588.*
- Adversus Tho. Stapletoni Anglopapistæ ... defensionem ecclesiasticæ authoritatis ... duplicatio pro authoritate atque αύτοπιστίᾳ S. Scripturæ, Cambridge, 1594.*
- Praelectiones in quibus tractatur controversia de ecclesia contra pontificios, inprimis Robertum Bellarminum Iesuitam, in septem qusestiones distributa, Cambridge, 1599.* Edited by John Allenson.
- Cygnea cantio ... hoc est, ultima illius concio ad clerum, habita Cantabrigiæ anno 1595, ix Oct.  Cambridge, 1599.
- Controversia de Conciliis, contra pontificios, inprimis Robertum Bellarminum Iesuitam, in sex quaestiones distributa, Cambridge, 1600.*
- Tractatus de peccato originali ... contra Stapletonum, Cambridge, 1600.*
- Prælectiones in controversiam de Romano Pontifice ... adversus pontificios, inprimis Robertum Bellarminum, Hanau, 1608.*
- Praelectiones aliquot contra Bellarminum habitæ (in Conr. Decker De Proprietatibus Iesuitarum, Oppenheim, 1611).*
- Adversus universalis gratiæ assertores prælectio in 1 Tim. ii. 4 (in Pet. Baro's Summa Triurn de Prædestinatione Sententiarum, Harderwyk, 1613).
- Prælectiones de Sacramentis in Genere et in Specie de. SS. Baptismo et Eucharistia, Francfort, 1624.
- Articuli de prædestinatione ... Lambethæ propositi, et L. Andrews de iisdem Iudicium, Londres, 1651.